# Edward Blore
Edward Blore (Derby, 13 settembre 1787 – Derby, 4 settembre 1879) è stato un architetto e antiquario inglese.

## Biografia

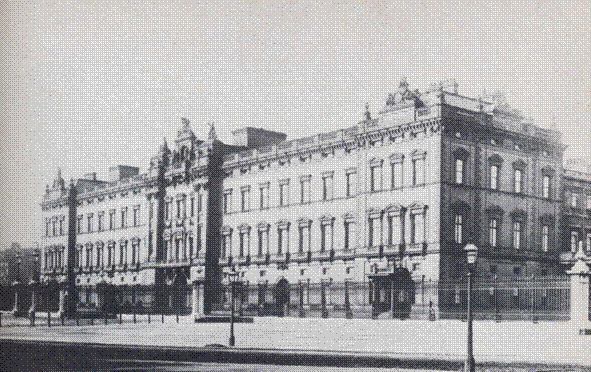
Buckingham Palace completato da Blore nel 1850. In seguito è stato rettificato e modificato da Sir Aston Webb nel 1913

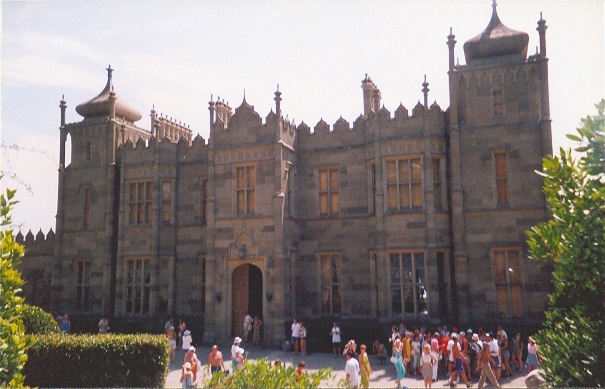
Palazzo Vorontsov ad Alupka

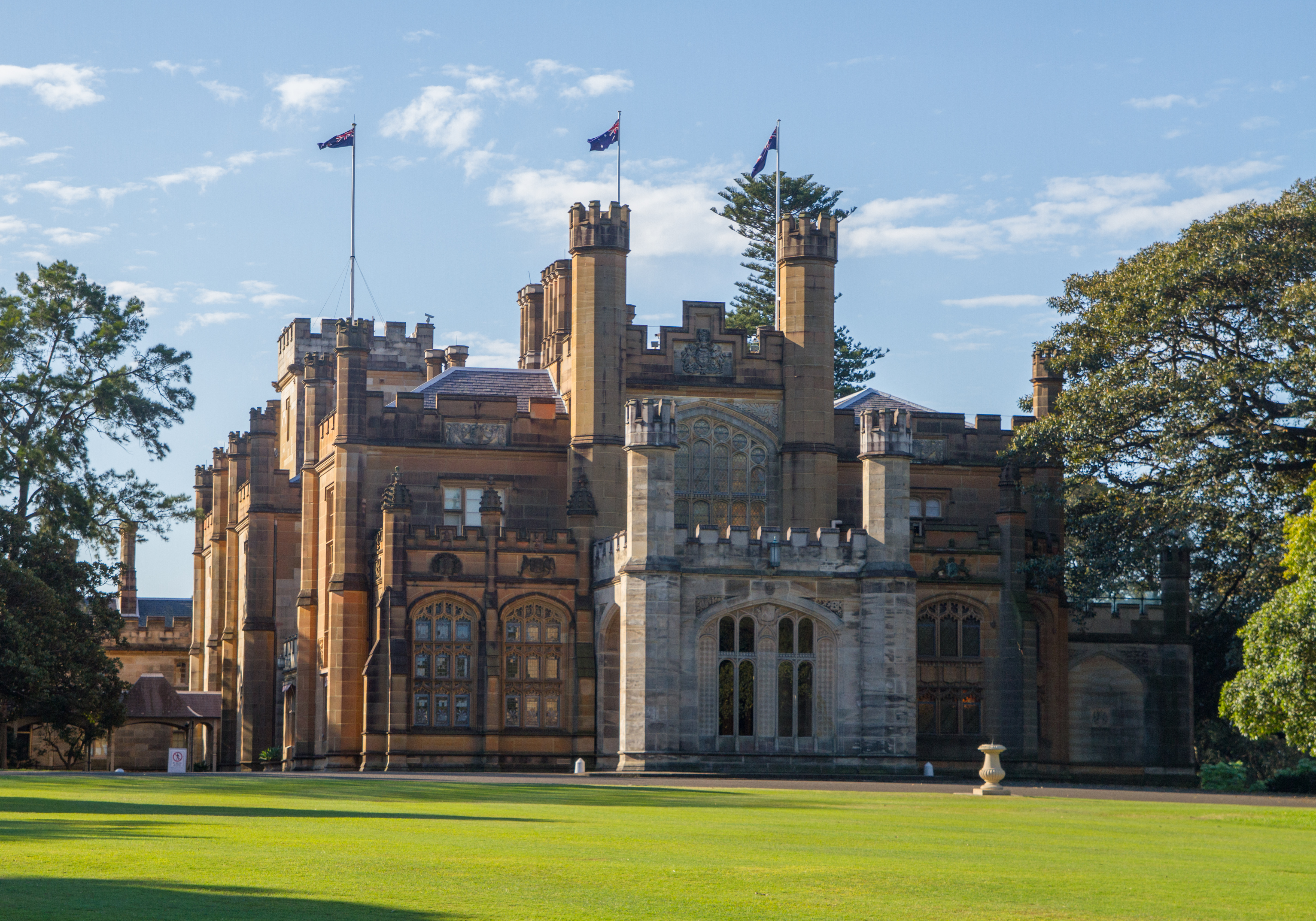
Government House di Sydney

Edward Blore, architetto e antiquario, nacque a Derby il 13 settembre 1789, figlio primogenito di Thomas Blore, topografo e antiquario.
Si avvicinò all'arte incominciando a lavorare come disegnatore e acquerellista (due dei suoi acquerelli si trovano al British Museum).
Come architetto ricevette molte cariche e riconoscimenti, tra i quali: architetto di corte di Guglielmo IV del Regno Unito e della regina Vittoria del Regno Unito, architetto dell'abbazia di Westminster (1827-1849), membro della Royal Academy of Arts e della Society of Antiquaries of London, socio fondatore del Royal Archaeological Institute, laurea ad honorem dall'Università di Oxford.
Blore contribuì notevolmente alla diffusione delle tendenze architettoniche neogotiche in Inghilterra.
Blore è ricordato per il suo completamento del design di John Nash di Buckingham Palace (1829-1831), in seguito al licenziamento di Nash.
Completò il palazzo in uno stile simile ma più chiaro di quello voluto da Nash. Nel 1847 Blore tornò al palazzo e progettò la grande facciata di fronte al Mall, che racchiudeva il quadrilatero centrale.Il suo fronte est, la facciata pubblica, di Buckingham Palace fu criticato dal momento del suo completamento come banale architettura di strada, una visione condivisa dal re Giorgio V del Regno Unito che fece ridisegnare la facciata nel 1913.
Lavorò al Lambeth Palace (1823), al St. James's Palace a Londra, e a un gran numero di altri progetti sia in Inghilterra che in Scozia, tra cui il restauro della Torre di Salisbury al Castello di Windsor,della cattedrale di Peterborough e di quella di Glasgow.
Blore strinse una profonda amicizia con sir Walter Scott, per il quale realizzò la residenza di Abbostford e condivise con lui la passione per l'architettura baronale dei castelli scozzesi. Come conseguenza fu progettato il Palazzo Voroncov ad Alupka, in Crimea, del principe Vorontsov. Il Palazzo Voroncov fu costruito tra il 1828 e il 1846, in una varietà di stili che vanno dal revival gotico al revival moresco. Il palazzo venne descritto come «l'omaggio di Blore all'architettura musulmana». La struttura si caratterizzò per la coniugazione dello stile baronale scozzese con la fantasia araba.
Grazie alla sua fama e popolarità Blore collaborò in numerosi progetti legati all'Impero britannico, tra cui la Government House di Sydney, in Australia (1834), che progettò intorno al 1870 sotto forma di un castello gotico. Tali progetti erano insoliti e mostrarono elementi stilistici più originali del lavoro di Blore rispetto alle sue opere londinesi.
Blore fu eletto membro della Royal Society nel 1841. Fu precettore e maestro degli architetti Philip Charles Hardwick e Frederick Marrable.
Blore morì nel 1879 a Derby e fu sepolto nel cimitero di Highgate (West), Londra.

## Opere
- Bedford Modern School (1834–1974);
- Buckingham Palace;
- Cambridge University Press;
- Chapel at College of St Mark and St John, Londra (1841);
- Crewe Hall;
- Crom Castle, Fermanagh, Ulster;
- Goodrich Court, Herefordshire (1828);
- Great Moreton Hall, Congleton, Cheshire (1841-1843);
- Kingston Hall, Nottinghamshire (1842–1846);
- Lambeth Palace (restauro);
- St. James's Palace;
- Saint John's Church, Stratford, Londra (1833-1834);
- Saint Peter's Church, Stepney, Londra (1837-1838);
- Saint Thomas Charterhouse, Londra (1842);
- Trinity Hospital, Retford (1833);
- Palazzo Voroncov;
- Warminster Town Hall (1832)
- Watt Library;
- Abbazia di Westminster (coro).